# Sup Peiter
Sup Peiter ist ein aus dem frühen Mittelalter stammender Westhofener Brauch, der sich bis heute erhalten hat. Er geht auf die germanischen Gerichtsverhandlungen, die Things, zurück. Der Name leitet sich vermutlich vom christlichen Fest Petri Stuhlfeier am 22. Februar ab. Sup Peiter findet traditionell am Samstag nach diesem Datum statt. In Westhofen gilt er als das höchste Fest der Männer.

## Ursprung
Nach Erklärung im Onlineangebot der Stadt Schwerte war der Sup Peiter ursprünglich ein kleines Thing. Auf den germanischen Höfen, aus denen Westhofen hervorging, beging man damit das Ende des Winters. Er fand acht Wochen nach der Wintersonnenwende am 22. Februar statt, dem Odins- oder Wotantag. Auf dem Thing wurde ein neuer Ältester (oder Häuptling) gewählt und über kleinere Verbrechen Gericht gesessen. Nach Angaben auf den Internetseiten des Heimatvereins Reichshof Westhofen e.V. fand nach der Christianisierung durch Karl den Großen, der Westhofen in den Stand eines Reichshofs erhob, der Sup Peiter am Festtag Petri Stuhlfeier statt, der ihm vermutlich auch den Namen verlieh.

## Nachbarschaften
Durchgeführt wird der Sup Peiter von den Westhofener Nachbarschaften, die auch für den Schnadegang verantwortlich sind. Die Westhofener Nachbarschaften Ostenpote (Aostenporte), Westeneicken und Niederste (Niedersche) gehen auf die drei Tore des Reichshofs Westhofen zurück. Das östliche, westliche und niederste Tor wurden jeweils von einer Nachbarschaft verteidigt. Bis Westhofen 1734 das Recht verlor, einen eigenen Bürgermeister zu wählen, stellte jede Nachbarschaft drei Chühr-Herren, Wahlmänner, die den Bürgermeister wählten. Heute gehören zu jeder Nachbarschaft ein Oberrichter, meist mehrere Richter und Schräpper („Schröpfer“, Ankläger), die die Aufgabe haben, den Missetätern im wahrsten Sinne des Wortes einzuheizen.

## Ablauf
Schon einige Tage vorher ziehen Ausrufer mit Schräppeisen, Laternen und Trommeln durch die Stadt und kündigen das Ereignis an. Am Sup Peiter versammeln sich die Nachbarschaften jede für sich, um Gericht zu halten und neue Mitglieder aufzunehmen. Traditionell nehmen nur verheiratete Männer daran teil. Gesprochen wird ausschließlich plattdeutsch, wer die Sprache nicht beherrscht, bekommt einen Dolmetscher gestellt. Neben den Mitgliedern der Nachbarschaften sind oft auch Gäste geladen, wie zum Beispiel der Schwerter Bürgermeister, über die ebenfalls Gericht gehalten wird. Der Angeklagte und auch jeder neue Nachbar muss nach vorne zum Schräpper und sich vor einen heißen Ofen setzen, der symbolisch das alte Thing-Feuer ersetzt. Dort wird er mit seinen Schandtaten oder anderen Ereignissen aus dem letzten Jahr konfrontiert, die der Schräpper mit Spott und Humor kommentiert. Die Höhe der Strafe hängt unter anderem von der Schlagfertigkeit und Wortgewandtheit des Angeklagten ab, der sich nach Kräften verteidigen darf. Erst, wenn der Missetäter genug geschwitzt hat und bereit ist, sich durch ein angemessenes Winnegeld freizukaufen, darf er vom Ofen aufstehen. Ein neues Mitglied ist danach in die Gemeinschaft aufgenommen. Am Sup Peiter werden auch die Geburten, Hochzeiten und Todesfälle des letzten Jahres bekanntgegeben, früher wurden auch die Grenzabstände neu festgelegt.

## Bedeutung
Während Sup Peiter ursprünglich auch einen ernsten und erzieherischen Charakter hatte, stehen heute Spaß und gemeinsames Feiern im Vordergrund, bei dem viel Bier fließt und das westfälische Nationalgericht Pfefferpotthast serviert wird. Der Schräpper hat auch die Gelegenheit, in seinen Anklagen die lokale Politik und die Ereignisse des letzten Jahres geistreich und bissig zu kommentieren, ähnlich wie bei den Büttenreden des Karnevals. Obwohl die Tradition des Sup Peiter schon seit mehr als 1200 Jahren besteht, ist seine Zukunft ungewiss, da der Nachwuchs an jungen Männern fehlt und Plattdeutsch als Sprache des Sup Peiter von der jungen Generation kaum noch beherrscht wird.